# Lumea ta
Lumea ta este al treilea album al formației românești de muzică trance DJ Project.

## Lista melodiilor
1. Intro
2. Lumea Ta
3. Printre Vise
4. Suflet Pierdut
5. Experience Part II
6. Lumea Ta (extended club mix)
7. Printre Vise (club mix)
8. Suflet Pierdut (piano version)
9. Lumea Ta (tribal remix)